# Lomelosia
Lomelosia es un género de hierbas o arbustos perteneciente a la antigua familia Dipsacaceae ahora subfamilia de  Caprifoliaceae. También conocida es Flor Estrella. Comprende 62 especies descritas.

## Taxonomía
El género fue descrito por Constantine Samuel Rafinesque y publicado en Flora Telluriana 4: 95. 1836[1838].

## Especies seleccionadas
- Lomelosia albocincta (Greuter) Greuter & Burdet
- Lomelosia alpestris (Kar. & Kir.) Soják
- Lomelosia argentea (L.) Greuter & Burdet
- Lomelosia aucheri (Boiss.) Greuter & Burdet
- Lomelosia cretica (L.) Greuter & Burdet
- Lomelosia graminifolia (L.) Greuter & Burdet
- Lomelosia simplex (Desf.) Raf.
- Lomelosia stellata (L.) Raf.